# Strada europea E461
La E461 è una strada europea che collega Svitavy a Vienna.

## Percorso
La E461 è definita con i seguenti capisaldi di itinerario: "Svitavy - Brno - Vienna".